# Múscul deltoide
El múscul deltoide (musculus deltoideus) és un múscul de l'espatlla de forma triangular o de delta, per la seva similitud amb la lletra majúscula grega. Es localitza externament perquè constitueix el contorn arrodonit de l'espatlla. Està innervat pel nervi circumflex i té com a missió principal l'abducció del braç.

## Estructura
El múscul deltoide s'origina en tres grups de fibres diferenciades, sovint anomenades "caps":
- Les fibres claviculars, o deltoide anterior.[4] Sorgeix de la major part de la vora anterior i la superfície superior del terç lateral de la clavícula.[5] L'origen anterior es troba adjacent a les fibres laterals del múscul pectoral major com ho fan els tendons finals d'ambdós músculs. Aquestes fibres musculars estan estretament relacionades i només amb un petit espai quiasmàtic, a través del qual passa la vena cefàlica, evita que els dos músculs arribin a formar una massa muscular contínua.[6]

- Les fibres laterals o acromials, que formen el deltoide lateral,[7] també anomenat deltoide mitjà,[8] o deltoide exterior.[9] Sorgeixen de la superfície superior de l'acromi.[5] També s'anomena erròniament deltoide medial,[10] que és incorrecte, ja que el seu origen és la part menys medial del deltoide.

- Les fibres espinals o posteriors, que formen el deltoide posterior.[11] Sorgeixen del llavi inferior de la vora posterior de l'espina de l'escàpula.[5]

Anatòmicament, sembla estar format per tres conjunts diferents de fibres però dades electromiogràfiques suggereixen que està constituït per, almenys, set grups diferenciats que poden coordinar-se de forma independent des del sistema nerviós central. Fick, divideix aquests tres grups de fibres –sovint referides com a parts (en llatí: pars) o bandes–, en set components funcionals: la part anterior amb dos components (I i II), la lateral amb un (III), i la posterior amb quatre (IV-VII). En posició anatòmica estàndard (amb les extremitats superiors penjant al costat del cos), els components centrals (II–IV) es troben en posició lateral a l'eix i, per tant, contribueixen a iniciar el moviment d'abducció. Mentre, els altres components (I, V, VI i VII) actuen com adductors. Durant el moviment d'abducció, la majoria d'aquests últims components (excepte el VI i el VII, que actuen sempre com adductors) són desplaçats lateralment i de forma progressiva comencen l'acció.

## Galeria

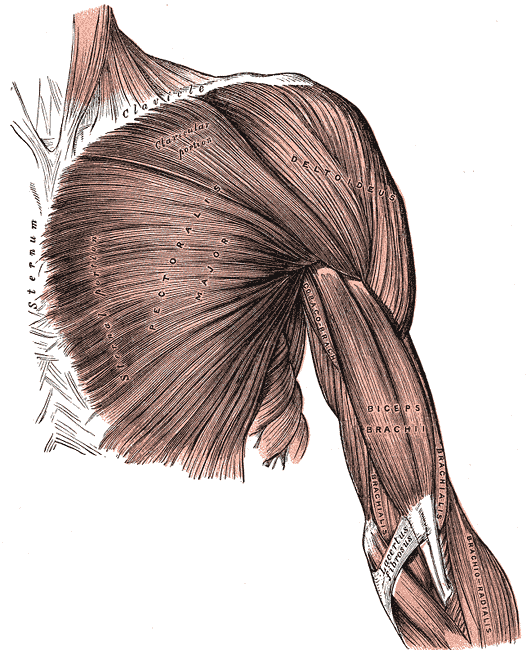
Músculs superficials del pit i del braç
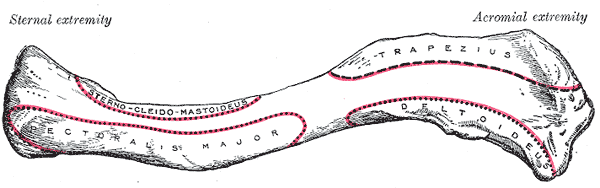
Superfície superior de la clavícula esquerra
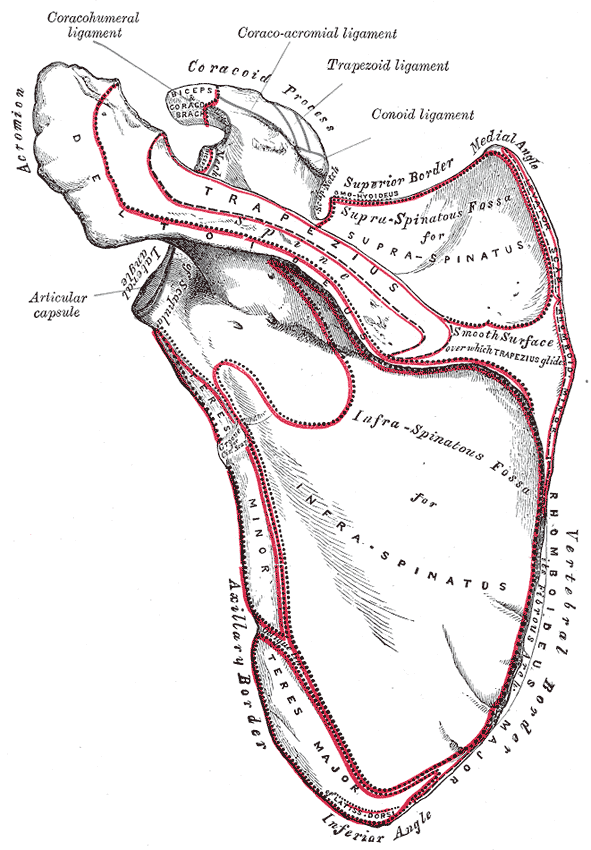
Superfície posterior de la clavícula esquerra